# Prosaptia intermedia
Prosaptia intermedia là một loài dương xỉ trong họ Polypodiaceae. Loài này được Ching Tagawa mô tả khoa học đầu tiên năm 1950.